# RK Pelister Bitola
Der RK Pelister Bitola war ein nordmazedonischer Handballverein aus Bitola. Der Verein gehörte mit RK Metalurg Skopje und RK Vardar Skopje zu den stärksten Mannschaften in Nordmazedonien.

## Geschichte
Der RK Pelister Bitola wurde im Jahr 1946 unter dem Namen Pelagonia gegründet; er war damit die erste mazedonische Handballmannschaft. Ab der Saison 1983/84 nahm Pelister an der 1. jugoslawischen Liga teil. In der Saison 1987/1988 erreichte die Mannschaft erstmals das Viertelfinale des EHF-Pokals und schied gegen ASK Vorwärts Frankfurt aus der DDR aus. Der Verein war die erfolgreichste mazedonische Mannschaft in den 1990er Jahren, als man sich durch neun nationale Titel regelmäßig für europäische Wettbewerbe qualifizierte. Im EHF-Europapokal der Pokalsieger 1995/96 scheiterte der Club erst knapp im Halbfinale gegen den deutschen Vertreter TBV Lemgo. Größter internationaler Erfolg war die Finalteilnahme im EHF Challenge Cup 2001/02 gegen Skjern Håndbold. 2005 konnte noch einmal das nationale Double gewonnen werden. Am 29. November 2019 wurde der Zusammenschluss zur Saison 2020/21 mit dem lokalen Handballverein RK Eurofarm Rabotnik zu RK Eurofarm Pelister bekannt gegeben.

## Erfolge
- Meisterschaften: 1966, 1968, 1969, 1970, 1971, 1979, 1981, 1993, 1994, 1996, 1998, 2000, 2005
- Pokalsieger: 1995, 1996, 1998, 1999, 2005
- EHF Challenge Cup Finalist: 2002

## Ehemalige Spieler
- Petar Angelov
- Stefce Alusovski
- Tome Petreski
- Ivan Markovski
- Branislav Angelovski
- Boris Curlevski (Boro Curlevski)
- Pece Dimitrovski
- Zlatko Dimitrovski
- Abdullah Jusufovski
- Aco Nikolova
- Vančo Jovanovski
- Cane Krstevski
- Kiril Lazarov
- Mirza Mamedov
- Pepi Manaskov
- Vlatko Mitkov
- Naumče Mojsovski
- Dragan Marinkovic
- Petar Misovski
- Goce Makaloski
- Slobodan Nikolic
- Dusan Novokmet
- Zoran Petkovski
- Kire Popovski
- Sandor Hodik
- Zvonko Sundovski
- Stevce Stefanovski
- Rade Stojanovic
- Vladimir Temelkov
- Bilal Suman
- Danijel Vukicevic
- Dejan Uncanin
- Adem Vukas
- Dinko Vule
- Samir Sarac
- Mladen Cacic